# Rhachoepalpus ochripes
Rhachoepalpus ochripes är en tvåvingeart som först beskrevs av Wulp 1888.  Rhachoepalpus ochripes ingår i släktet Rhachoepalpus och familjen parasitflugor.
Artens utbredningsområde är Costa Rica. Inga underarter finns listade i Catalogue of Life.